# انتخابات الرئاسة التشيلية 1925
انتخابات الرئاسة التشيلية 1925 هي الانتخابات الرئاسية التي جرت في 1925، في تشيلي، فاز بالانتخابات اميليانو فيغيروا.